# エルマンガルド=ブランシュ・ダンジュー
エルマンガルド・ダンジュー（Ermengarde d'Anjou）またはエルマンガルド=ブランシュ・ダンジュー（Ermengarde Blanche d'Anjou, 1018年 - 1076年3月18日）は、アンジェルジェ家のアンジュー伯フルク3世と2人目の妻イルドガルド・ド・オート＝ロレーヌ・ド・スンゴー（上ロレーヌ公ティエリー1世娘とされる）の娘。最期はフルーレ＝シュル＝ウシュの教会で2人目の夫ブルゴーニュ公ロベール1世とともに暗殺されたとされる。

## 生涯
彼女は最初、ガティネ伯ジョフロワ2世と結婚し、3子を儲けた。
- イルドガルド・ド・シャトー＝ランドン（1035年 - 1060年頃） - 1050年頃貴族クルトネー領主ジョスラン1世と結婚。しばしば後述の異父妹に当たるブルゴーニュ公女イルドガルドと混同される。
- ジョフロワ3世（髭伯）（1040年 - 1096年7月） - ガティネ・アンジュー伯、トゥール伯
- フルク4世（病気質伯）（1043年 - 1109年） - アンジュー伯

1046年に実母イルドガルドがエルサレムへの巡礼の旅の途中で死去した時、エルマンガルドは既に未亡人となっており、後にブルゴーニュ公ロベール1世と再婚し1女をもうけている。
- イルドガルド・ド・ブルゴーニュ（1056年頃 - 1104年） - アキテーヌ及びガスコーニュ公、ポワティエ伯であるギー・ジョフロワ（後のギヨーム8世、1086年没）と1067年頃に結婚した。

実兄アンジュー伯ジョフロワ2世が1060年に亡くなったが、嗣子がいなかったため、アンジュー伯領はエルマンガルドと前夫ガティネ伯ジョフロワ2世の息子ジョフロワ3世とフルク4世が分割相続した。